# NMS Regele Ferdinand
Contratorpilorul NMS Regele Ferdinand, devenit distrugător de tip R, a fost construit împreună cu contratorpilorul Regina Maria la șantierele navale CTT & Pattison, numite ulterior Officine Meccaniche e Cantieri Navali di Napoli, după un proiect Thornicroft, începând cu 1927 și până în1930 când a sosit în România. Distrugătorul Regele Ferdinand era numit „Asul de cupă al Marinei Regale Române”.